# Leucopholis tristis
Leucopholis tristis är en skalbaggsart som beskrevs av Brenske 1892. Leucopholis tristis ingår i släktet Leucopholis och familjen Melolonthidae. Inga underarter finns listade i Catalogue of Life.